# Paonia
Paonia é uma cidade  localizada no estado americano de Colorado, no Condado de Delta.

## Demografia
Segundo o censo americano de 2000, a sua população era de 1497 habitantes.
Em 2006, foi estimada uma população de 1621, um aumento de 124 (8.3%).

## Geografia
De acordo com o United States Census Bureau tem uma área de
2,0 km², dos quais 2,0 km² cobertos por terra e 0,0 km² cobertos por água.

## Localidades na vizinhança
O diagrama seguinte representa as localidades num raio de 48 km ao redor de Paonia.